# Копальня Гаворрано
Копальня Гаворрано (Gavorrano) – колишнє гірничодобувне підприємство, що діяло у прибережній частині італійської провінції Тоскана, за сотню кілометрів на південний захід від Флоренції.
Роком народження копальні вважається 1898-й, коли неподалік від селища Гаворрано виявили поклади піриту. В подальшому тут виникла одна з найважливіших піритових копалень Європи.
Розробка трьох головних піритових тіл велась підземним методом, при цьому в підсумку виникло п’ять шахт – Ріголоккіо (Rigoloccio), Гаворано, Раві-Марчі (Ravi  Marchi), Раві-Монтекатіні та Валмаджоре, які сполучались під землею. Загальна довжина підземних виробіток досягнула 30 кілометрів при глибині до восьмисот метрів (найнижчий рівень знаходиться на позначці у 200 метрів нижче від рівня моря).
З 1962-го головним споживачем піритів став комплекс у Скарліно, який звели менш ніж за десяток кілометрів від копальні. У підсумку він спожив біля 30% із вилучених за час існування копальні 27 млн тон піритів.
Розробка Гаворрано припинилась у 1981 році.